# 45 Herculis
45 Herculis (l Herculis) é uma estrela na direção da Hercules. Possui uma ascensão reta de 16h 47m 46.43s e uma declinação de +05° 14′ 48.6″. Sua magnitude aparente é igual a 5.22. Considerando sua distância de 460 anos-luz em relação à Terra, sua magnitude absoluta é igual a −0.53. Pertence à classe espectral B9p (Cr). É uma estrela variável Alpha2 Canum Venaticorum.